# Limnophila angustula
Limnophila angustula är en tvåvingeart som beskrevs av Alexander 1929. Limnophila angustula ingår i släktet Limnophila och familjen småharkrankar. Inga underarter finns listade i Catalogue of Life.